# Psychologia środowiskowa
Psychologia środowiskowa – dział psychologii, ujmowany także jako interdyscyplinarna dziedzina badań, zajmujący się problemem oddziaływania człowieka na środowisko fizyczne oraz odwrotnie – środowiska fizycznego na człowieka.
Psychologia środowiskowa wykorzystuje wiedzę z zakresu innych dziedzin psychologii, m.in. psychologii poznawczej, psychologii emocji czy psychologii społecznej, a także wiedzę z zakresu takich nauk jak architektura, socjologia miasta, urbanistyka, geografia i ekologia.